# Электрическая дуга

Электрическая дуга в воздухе (лестница Иакова, трансформатор на 2кВ 0,5А)

Электри́ческая дуга́ (во́льтова дуга́ или дугово́й разря́д) — вид электрического разряда в газе, возникающий за счёт явления эмиссии электронов с разогретого катода.
Впервые описана в 1801 (?) году британским ученым сэром Гемфри Дэви в «Журнале натурфилософии, химии и искусств» (Journal of Natural Philosophy, Chemistry, and the Arts) (нет ссылки на источник) и продемонстрирована им на заседании Королевского научного общества, а в 1802 году — русским учёным В. Петровым в книге с характерным названием «Известие о гальвани-вольтовских опытах посредством огромной батареи, состоявшей иногда из 4200 медных и цинковых кружков» (Санкт-Петербург, 1803). Электрическая дуга является частным случаем четвёртой формы состояния вещества — плазмы — и состоит из ионизированного, электрически квазинейтрального газа. Присутствие свободных электрических зарядов обеспечивает проводимость электрической дуги.

## Физические явления

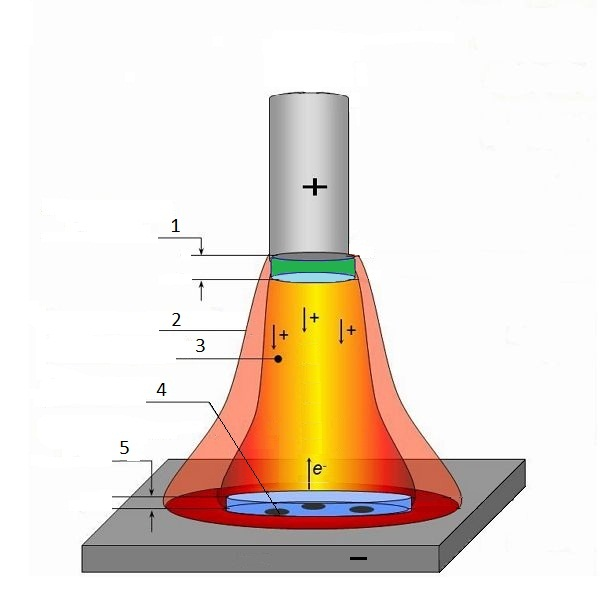
Строение электрической дуги при дуговой сварке. 1-анодная область, 2-область дуги и защитного газа, 3-дуга, 4-катодные пятна, 5-катодная область

Электрическая дуга образуется за счёт термоэлектронной эмиссии носителей заряда под действием высокой температуры катода. Благодаря этому, в отличие от прочих видов разряда, дуга имеет низкое падение напряжения в прикатодных областях — до 5-15В. При горении дуги ионизированный газ, ускоренный электрическим полем, падает на катод, отдавая ему часть энергии и нагревая его. Анод при горении дуги также нагревается за счёт притягивающихся к нему электронов, поступающих из положительного столба.
Электрическая дуга состоит из катодной и анодной областей, столба дуги, переходных областей.
Температура в анодной области при сварке плавящимся электродом составляет около 2500 … 4000°С, температура в столбе дуги — от 7 000 до 18 000°С, в области катода — 9000 — 12000°С.
Столб дуги электрически нейтрален. В любом его сечении находятся одинаковое количество заряженных частиц противоположных знаков. Падение напряжения в столбе дуги пропорционально его длине.

## Применение
Электрическая дуга, как мощный и концентрированный источник тепла, используется при электродуговой сварке и плазменной резке металлов, для выплавки стали в дуговых печах, инициировании взрывчатого вещества в электродетонаторах. Также дуга может быть использована для нагрева рабочего тела в электроракетных двигателях.
Совместное действие нагрева от дуги и ударных волн, возникающих при схлопывании дугового канала, используется при электроэрозионной обработке. Объёмные пульсации плазменного канала высокочастотной дуги используется для звуковоспроизведения в ионофонах.
Яркое излучение дуги используется для освещения и облучения ультрафиолетом. Дуговыми были первые серийные источники электрического света — свечи Яблочкова. Определённое распространение получили мощные источники света на основе электрической дуги — дуговые электролампы. В зависимости от состава среды в которой горит дуга, такие лампы могут быть как прямого излучения (газосветные лампы -ксеноновая дуговая лампа, угольная дуговая лампа, натриевая газоразрядная лампа, металлогалогенная лампа, кварцевая и бактерицидная лампы), так и косвенного, с помощью люминофоров — ртутная газоразрядная лампа (люминесцентная), лампа Вуда.
Влияние на состав плазмы дугу материала электродов используют в вакуумно-дуговом нанесении покрытий и в спектроскопии, например, в стилоскопах, для получения спектра излучения исследуемого образца.
Особенности физики зажигания дуги (необходимость катодного пятна) используют в ртутных выпрямителях.
Иногда используется свойство нелинейной вольт-амперной характеристики дуги (см. автомат гашения поля, разрядники).

## Борьба с электрической дугой
В ряде устройств явление электрической дуги является вредным. Это, в первую очередь, контактные коммутационные устройства,
используемые в электроснабжении и электроприводе: высоковольтные выключатели, автоматические выключатели, контакторы, секционные изоляторы на контактной сети электрифицированных железных дорог и городского электротранспорта. При отключении нагрузок вышеуказанными аппаратами, между размыкающимися контактами возникает дуга. Также дуговой пробой, в том числе в квартирной проводке, приводит к возникновению пожара.
Механизм возникновения дуги в данном случае следующий:
- Уменьшение контактного давления — количество контактных точек уменьшается, растёт сопротивление в контактном узле;
- Начало расхождения контактов — образование «мостиков» из расплавленного металла контактов (в местах последних контактных точек);
- Разрыв и испарение «мостиков» из расплавленного металла;
- Образование электрической дуги в парах металла (что способствует большей ионизации контактного промежутка и трудности при гашении дуги);
- Устойчивое горение дуги с быстрым выгоранием контактов.

Для минимального повреждения контактов необходимо погасить дугу в минимальное время, прилагая все усилия по недопущению нахождения дуги на одном месте (при движении дуги, теплота выделяющаяся в ней будет равномерно распределяться по телу контакта).
Для выполнения вышеуказанных требований применяются следующие методы борьбы с дугой:
- охлаждение дуги потоком охлаждающей среды — жидкости (масляный выключатель); газа — (воздушный выключатель, автогазовый выключатель, масляный выключатель, элегазовый выключатель), причём поток охлаждающей среды может проходить как вдоль ствола дуги (продольное гашение), так и поперёк (поперечное гашение); иногда применяется продольно-поперечное гашение;
- использование дугогасящей способности вакуума — известно, что при уменьшении давления газов, окружающих коммутируемые контакты до определённого значения, приводит к эффективному гашению дуги (в связи с отсутствием носителей для образования дуги) вакуумный выключатель.
- использование более дугостойкого материала контактов;
- применение материала контактов с более высоким потенциалом ионизации;
- применение дугогасительных решёток (автоматический выключатель, электромагнитный выключатель). Принцип применения дугогашения на решётках основан на применении эффекта околокатодного падения в дуге (большая часть падения напряжения в дуге — это падение напряжения на катоде; дугогасительная решётка — фактически ряд последовательных контактов для попавшей туда дуги).
- использование дугогасительных камер — попадая в камеру из дугостойкого материала, например слюдопласта, с узкими, иногда зигзагообразными каналами, дуга растягивается, сжимается и интенсивно охлаждается от соприкосновения со стенками камеры.
- использование «магнитного дутья» — поскольку дуга сильно ионизирована, то её в первом приближении можно полагать как гибкий проводник с током; создавая специальными электромагнитами (включённых последовательно с дугой) магнитное поле можно создавать движение дуги для равномерного распределения тепла по контакту, так и для загона её в дугогасительную камеру или решётку. В некоторых конструкциях выключателей создаётся радиальное магнитное поле, придающее дуге вращательный момент.
- шунтирование контактов в момент размыкания силовым полупроводниковым ключом тиристором или симистором, включеным параллельно контактам, после размыкания контактов полупроводниковый ключ отключается в момент перехода напряжения через ноль (гибридный контактор, тирикон).
- В квартирных однофазных проводках применяется УЗДП - устройство защиты от дугового пробоя. Устройство является электронным прибором на основе микроконтроллера, обнаруживает характерные для дугового пробоя пульсации тока, не относящиеся к гармоникам. При этом УЗДП не должно спрабатывать при похожих пульсациях, создаваемых например коллекторными двигателями пылесосов, соковыжималок, блендеров, миксеров, электродрели или перфоратора, углошлифовальной машины

## Воздействие на организм человека
Электрическая дуга создает сильное излучение в широком диапазоне волн. При горении в воздухе около 70 % энергии излучения приходится на ультрафиолет, 15 % — на видимое излучение и 15 % — на инфракрасное. Воздействие на глаза может привести к электроофтальмии, а на кожу — к ожогам. Для защиты глаз и лица сварщики используют специальные сварочные маски с тёмным светофильтром. Для защиты тела — термостойкую спецодежду.
Учитывая то, что дуговой разряд по сути является открытым проводником, то прямое воздействие дуги на человека приведет к электротравме.